# 12413 Johnnyweir
12413 Johnnyweir eller 1995 SQ29 är en asteroid i huvudbältet som upptäcktes den 26 september 1995 av den ryska astronomen Timur V. Krjačko vid Engelhardt-observatoriet. Den är uppkallad efter konståkaren Johnny Weir.
Asteroiden har en diameter på ungefär 6 kilometer.